# Folke Lundin
Emil Folke Lundin, född 17 maj 1909 i Gryts församling, Södermanlands län, död 30 april 2005 i Oscars församling, Stockholm, var en svensk direktör. 
Lundin, som var son till trädgårdsmästare Emil Lundin och Klara Norman, studerade vid Socialinstitutet i Stockholm, där han avlade kommunalexamen 1937 och socionomexamen 1937. Han blev borgarrådssekreterare och vice stadssekreterare 1948, biträdande finanssekreterare i Stockholms stadskansli 1950, organisationsdirektör 1955, finanssekreterare 1958, fastighetsdirektör 1962, var borgarråd för Storstockholmsfrågor 1964–1966, direktör för AB Familjebostäder 1967–1974, för Hantverks- och industribyggen i Stockholm AB 1968–1975, för AB Stadsholmen 1968–1975 och var konsult vid Stockholms sparbank 1975–1979. 